# Gloria (pel·lícula de 2013)
Gloria és una pel·lícula xilena dirigida per Sebastián Lelio i escrita per Gonzalo Maza. El film, que va ser estrenat el 10 de febrer de 2013 al Festival Internacional de Cinema de Berlín, relata la vida d'una dona que entra a una nova etapa en complir seixanta anys, i que busca l'amor després de la seva separació. La cinta compta amb un repartiment encapçalat per Paulina García i Sergio Hernández.
Al setembre de 2013, el film va ser seleccionat per a representar a Xile en les competicions pels Premis Oscar i els Goya.

## Argument
Gloria Cumplido (Paulina García) té 58 anys i està sola en la vida. Per a compensar el buit, plena els seus dies d'activitats i a les nits busca l'amor en el món de les festes per a solters adults, on només aconsegueix perdre's en una sèrie d'aventures sense sentit. Aquesta fràgil felicitat en la qual viu s'altera quan coneix a Rodolfo (Sergio Hernández), un home de 65 anys, recentment separat, que s'obsessiona amb ella. Gloria comença un romanç, però aquest es complica per la malaltissa dependència de Rodolfo cap a les seves filles i la seva exdona. Aquesta relació, a la qual Gloria es lliura perquè intueix que podria ser l'última, acabarà per fer-la estavellar-se contra la cruel realitat del món. Gloria haurà de reconstruir-se per a enfrontar amb noves forces la seva definitiva entrada a la vellesa.

### Guió
El director, abans d'escriure aquesta pel·lícula al costat de Gonzalo Maza, es va inspirar en la seva mare i en la seva generació, que considera que no ha estat abordada, ja que hi ha una sort d'obsessió amb la joventut. En la capital alemanya, va declarar que existeix una connexió especial entre Gloria i la realitat local: «Xile s'ha modernitzat a empentes i rodolons, el seu contracte social és caduc. Hi ha una societat nova que exigeix educació i salut gratis» i «hi ha un cordó umbilical invisible entre ella i la seva societat».
Lelio sosté que Gloria és un personatge gairebé universal: «A aquesta edat s'obre ara un nou capítol, un nou episodi de vida. El món està ple de Glòries, no sols a Xile sinó a Espanya, a França, a Alemanya. La pel·lícula reivindica els drets d'aquesta generació a continuar vivint, ballant, amb el convenciment que encara queda molt camí per davant», va manifestar.

## Estrena
La pel·lícula va obtenir el premi Cinema en Construcció del Festival de Sant Sebastià 2012 i va representar a Xile en el de Berlín 2013, amb gran èxit per part de la crítica. Paulina García va obtenir el Os de Plata a la millor actuació femenina.
Sebastián Lelio, referint-se a l'acolliment a Berlín, va declarar: «Han estat súper positius, entusiastes, estem realment contents i sorpresos». Sobre l'ovació que va rebre Paulina García, qui a més va ser rebuda per la premsa com «la Meryl Streep d'Amèrica Llatina», el cineasta va assegurar «És súper emocionant perquè vol dir que la gent està connectant amb la pel·lícula, s'està reconeixent en el personatge que García interpreta amb tant de talent, d'alguna forma la pel·lícula aconsegueix connectar i tocar a les persones, llavors això és molt bufó».

## Repartiment
- Paulina García - Gloria Cumplido.
- Sergio Hernández - Rodolfo Fernández.
- Alejandro Goic - Daniel Hurtado, exespós de Gloria.
- Luz Jiménez - Victoria, ajudant de Gloria.
- Coca Guazzini - Luz, amiga de Gloria.
- Hugo Moraga - Antonio, espòs de Luz.
- Diego Fontecilla - Pedro Hurtado, fill gran de Gloria i Daniel.
- Fabiola Zamora - Ana Hurtado, filla de Gloria i Daniel.
- Cristián Carvajal - Cristián, el veí de Gloria.
- Liliana García - Flavia, la muller de Daniel.
- Marcela Said - Marcela, dona que coneix a Gloria en casino.
- Pablo Krögh - Pablo, el xicot de Marcela.
- Marcial Tagle - home que coneix a Gloria.
- Antonia Santa María - María, la filla de Luz.
- Álvaro Viguera - xicot de María.
- Eyal Meyer - Theo, xicot d'Ana.
- Tito Bustamante - Joaquín.
- Pablo Aguilera - ell mateix.

## Recepció

### Crítiques

#### Festival Internacional de Cinema de Berlín
Gloria, la commovedora història d'una dona de mitjana edat a la recerca de l'amor i l'aventura que es desenvolupa al Santiago d'avui, va provocar comparacions amb Woody Allen per la intimitat de les relacions i amb Meryl Streep per la fascinant interpretació de l'actriu Paulina García.
Alin Tasciyan, vicepresidenta del gremi internacional de la crítica (FIPRESCI), va comentar que Gloria té «un text meravellós i una excel·lent interpretació de la protagonista». Nick James, editor de la sexagenària revista anglesa Sight & Sound del British Film Institute, es va referir a ella com la «primera pel·lícula excel·lent del festival. La millor que he vist fins al moment». El crític argentí Diego Lerer va afirmar que la cinta va rebre «una de les majors ovacions que es recordin en la història de la competició oficial», mentre que el seu col·lega del Buenos Aires Herald va qualificar a l'actriu protagonista de «Meryl Streep de Llatinoamèrica».
En el sondeig sobre els llargmetratges en competència en la Berlinale publicat per la revista de la indústria cinematogràfica Screen, la cinta xilena va ser la que va tenir més punts des que es va iniciar el concurs.
La cinta ha estat destacada, entre d'altres, pels periòdics i revistes Variety —que destaca la «magnífica interpretació de Paulina García»— The Hollywood Reporter, La Razón, El País d'Espanya, la va descriure com una notable tragicomèdia xilena, i O Estado de Sao Paulo, que va definir a Paulina García com «una actriu fora de sèrie que mereix el premi per la seva interpretació», i va agregar que el film «aborda amb franquesa la solitud i el sexe en l'edat madura».

### Comercial
La companyia francesa Funny Balloons ha assegurat una àmplia distribució a Gloria. Roadside Attractions va anunciar el dilluns 11 de febrer de 2013 que havia adquirit els drets de la pel·lícula als Estats Units. S'ha garantit també la seva distribució al Regne Unit (Red de Liberación), països de parla alemanya (Alamode Film), Suïssa (Zurich Filmcoopi), Grècia i Xipre (Strada Film), ex-Iugoslàvia (Película Descubrimiento y distribución de vídeo) i Xile (Distribución BF). França (Ad Vitam), Benelux (Benelux Wild Bunch), Espanya (Vértigo), Brasil (Imovision), Colòmbia/Equador (Babilla Cine) i Amèrica Llatina van adquirir els drets de televisió (televisió LAP), que van ser venuts abans de l'estrena en el Festival de Berlín. Peter Danner de Funny Balloons va dir a la revista estatunidenca Variety que està estudiant ofertes de 25 països i que convertirà a Gloria en un dels majors èxits de cineart.

## Premis i nominacions
| Premi                                             | Categoria                                                      | Receptor(s)                    | Resultat   |
| ------------------------------------------------- | -------------------------------------------------------------- | ------------------------------ | ---------- |
| Festival Internacional de Cinema de Sant Sebastià | Premi Cinema en Construcció                                    | Sebastián Lelio                | Guanyador  |
| Festival Internacional de Cinema de Berlín        | Os d'Or                                                        | Sebastián Lelio                | Nominat    |
| Festival Internacional de Cinema de Berlín        | Millor interpretació femenina                                  | Paulina García                 | Guanyadora |
| Festival Internacional de Cinema de Berlín        | Premi del Jurat Ecumènic                                       | Sebastián Lelio                | Guanyador  |
| Festival Internacional de Cinema de Berlín        | Premi Gilde de l'Associació de Sales d'Art i Assaig d'Alemanya | Sebastián Lelio                | Guanyador  |
| Premis Pedro Sienna                               | Millor pel·lícula                                              |                                | Guanyador  |
| Premis Pedro Sienna                               | Millor actriu principal                                        | Paulina García                 | Guanyador  |
| Premis Pedro Sienna                               | Millor guió                                                    | Sebastián Lelio, Gonzalo Maza  | Guanyador  |
| Premis Pedro Sienna                               | Millor direcció                                                | Sebastián Lelio                | Nominat    |
| Hawaii International Film Festival                | Millor pel·lícula                                              | Sebastián Lelio                | Nominat    |
| Hawaii International Film Festival                | Millor actriu                                                  | Paulina García                 | Guanyador  |
| Premis Independent Spirit                         | Millor pel·lícula estrangera                                   | Sebastián Lelio                | Nominat    |
| Premis Platino                                    | Millor pel·lícula                                              | Sebastián Lelio                | Guanyador  |
| Premis Platino                                    | Millor director                                                | Sebastián Lelio                | Nominat    |
| Premis Platino                                    | Millor actriu                                                  | Paulina García                 | Guanyador  |
| Premis Platino                                    | Millor guió                                                    | Sebastián Lelio, Gonzalo Maza  | Guanyador  |
| Premis Ariel                                      | Millor pel·lícula iberoamericana                               | Sebastián Lelio                | Guanyador  |
| Premi Altazor                                     | Direcció Cinema Ficció                                         | Sebastián Lelio                | Guanyador  |
| Premi Altazor                                     | Guió                                                           | Sebastián Lelio i Gonzalo Maza | Guanyador  |
| Premi Altazor                                     | Actor Cinema                                                   | Sergio Hernández               | Nominat    |
| Premi Altazor                                     | Actriu Cinema                                                  | Paulina García                 | Guanyador  |